# Конституция Республики Коми
Конституция Республики Коми (коми Коми Республикаса Оланподув) — основной закон Республики Коми в составе Российской Федерации.
Принята 17 февраля 1994 года.

## Изменения
Поправки вносились 47 раз:
- 04 июля 2022 г. - действующая редакция
- 25 ноября 2021 г.,

- 26 октября 1995 г.,
- 29 декабря 1995 г.,
- 27 августа 1997 г.,
- 11 февраля 1998 г.,
- 16 июня 1998 г.,
- 25 декабря 1998 г.,
- 23 июня 1999 г.,
- 4 апреля 2000 г.,
- 8 июня 2000 г.,
- 17 октября 2000 г.,
- 9 января 2001 г.,
- 12 октября 2001 г.,
- 16 июля 2002 г.,
- 4 ноября 2002 г.,
- 3 марта 2003 г.,
- 1 декабря 2003 г.,
- 4 июня 2004.,
- 14 июля 2004 г.,
- 5 апреля 2005 г.,
- 17 мая 2005 г.,
- 20 февраля 2006 г.

## Структура
- Преамбула «Верховный Совет Республики Коми, выражая волю народа Республики Коми к сохранению исторически сложившейся государственности, исходя из ответственности за обеспечение благополучия её граждан, утверждая права и свободы человека, гражданский мир и согласие, веру в добро и справедливость, признавая, что народ Республики Коми является неотъемлемой частью многонационального народа Российской Федерации, подтверждая стремление к сохранению целостности российского государства, принимает Конституцию Республики Коми»
- 3 раздела
- 8 глав
- 103 статьи

## Историческая справка
Конституция Республики Коми принята 17 февраля 1994 года. Всего в неё было внесена 47 поправок. Последнее изменение было внесено в статью 84 Конституции Республики: министры Республики Коми самостоятельно будут назначать и освобождать от должности своих заместителей. Согласно законопроекту кандидатуры должны назначаться руководителями органов исполнительной власти республики по согласованию с главой республики. Освобождение от указанных должностей будет производиться руководителями органов исполнительной власти Республики Коми самостоятельно. Изменение в Конституцию обосновано, прежде всего, необходимостью осуществления руководства на принципе единоначалия, а также повышения ответственности руководителей органов исполнительной власти Республики Коми. Кроме того, упрощается процедура назначения и освобождения от должности заместителей руководителей.